# Krešimir Tičić
Krešimir Tičić (Zagreb), hrvatski arhitekt, pisac, kazališni scenograf i redatelj. Živi i radi u Zagrebu. Vodi atelier Zlatni rez u kojem djeluje na brojnim i vrlo raznolikim arhitektonskim projektima. Hrvatskoj književnosti pridonio je kao pisac tekstova za mjuzikle kršćanskog nadahnuća. Osim libreta za mjuzikle, piše i scenarije, dramske tekstove, te TV-drame i TV igre s glazbenim brojevima. Zajedno s Marijem Nardellijem prvi je uveo mjuzikl kao kazališni oblik među vjernike katolike u Hrvatskoj (Mali suci, 1973.). Premijera prvog mjuzikla kršćanske inspiracije bila je 23. prosinca 1973. godine u dvorani crkve Majke Božje Lurdske u Zagrebu. Krešimir Tičić napisao je scenarij i režirao mjuzikl, Mario Nardelli glazbu i aranžmane. Tičić i Nardelli još su surađivali na nekoliko mjuzikla: Sunčana zraka (1977.), Dječji vrtić za odrasle (1979.), Čarobna prehlada (1982.) i Brat Sunce (1989.). 40. obljetnicu premijere obilježio je samo Hrvatski katolički radio u emisiji Sacro ritam.